# Роман Баронч

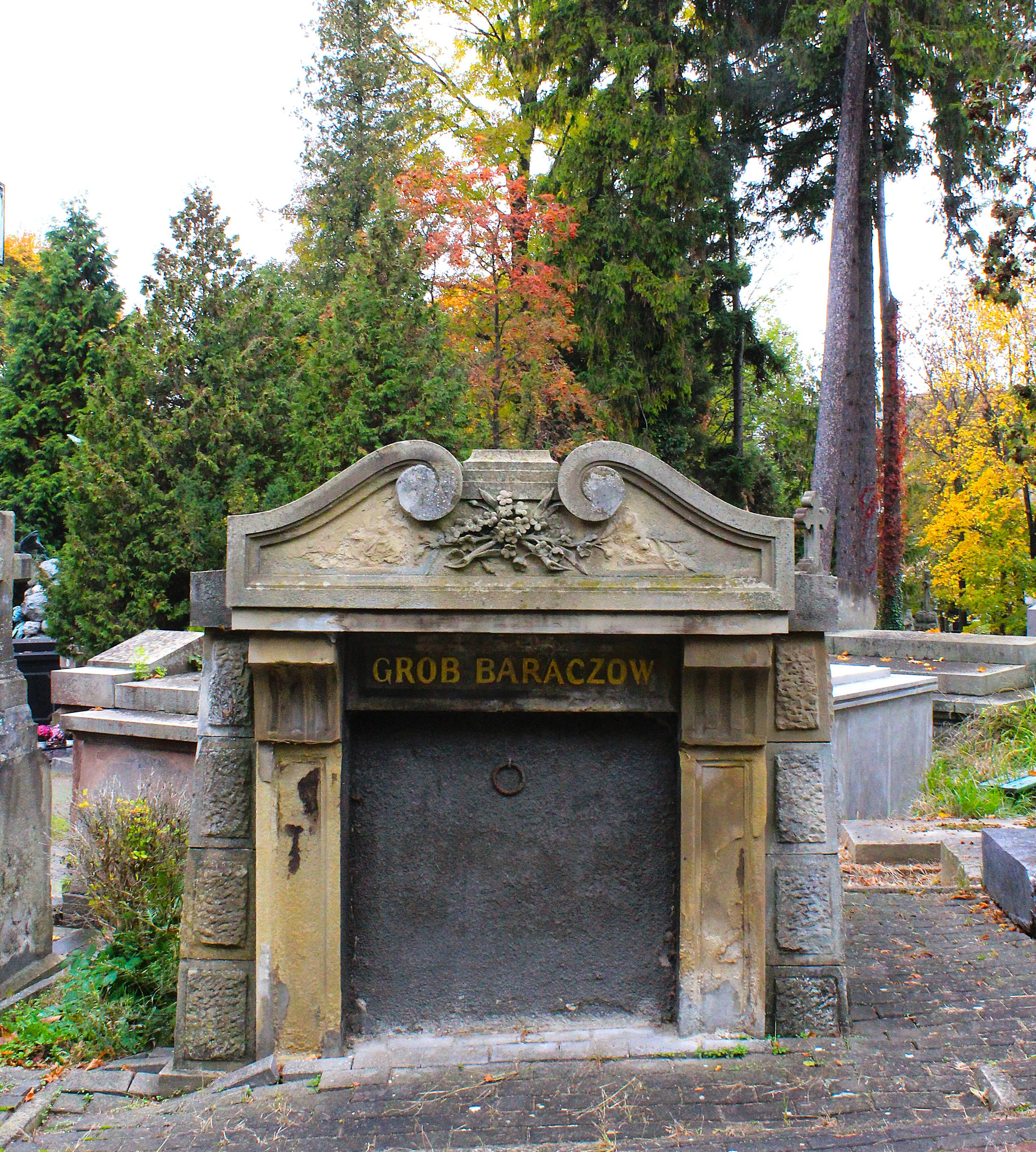
Гробниця родини Барончів.

Роман Баронч (пол. Roman Barącz, вірм. Ռոման Բարաչ; нар. 8 серпня 1856, Львів — пом. 29 серпня 1930, Львів) — польський лікар-хірург; доктор медицини (1881), професор кафедри хірургії Львівського університету (1906—1930. Брат Еразма, Тадея, Станіслава та Владислава Барончів.

## Життєпис
Народився 8 серпня 1856 у Львові. Походив з відомої вірменської родини. Закінчив гімназію ім. Франца Йосипа у Львові. Вступив на медичний факультет Яґеллонського університету в Кракові, який закінчив у 1880.
У 1881 проходив стажування в Лондоні, у 1884 — 85  — у Відні, а у 1902 — 03  — в Чикаго.
Знав 12 мов, серед них: польську, англійську, французьку, німецьку, італійську, іспанську, португальську, вірменську, російську та ін.
З 1882 по 1884 працював хірургом Львівського загального шпиталю. У 1896 — 97  — очолював хірургічний відділ Львівської загальної поліклініки. З 1897 по 1906 — доцент, а з 1906 по 1930 — професор кафедри хірургії медичного факультету Львівського університету.
Від 1 жовтня 1903 протягом одного місяця очолював хірургічний відділ Народної лічниці.
Автор 99 наукових праць, в тому числі друкованих іноземними мовами, що принесло йому світове визнання.
Помер 29 серпня 1930 у Львові. Похований на Личаківському цвинтарі в родинному гробівці.